# Skala H0
Skala H0 eller spor H0 (udtales hå-nul, står for halv nul), er modeltog i størrelsesforholdet 1:87 og som standard med sporvidden 16,5 mm. Det er den mest udbredte størrelse for modeltog.
I Nordamerika og England kaldes størrelsen også for 3.5 mm scale eller HO, sidstnævnte med bogstavet O i stedet for tallet 0.

## Historie
I begyndelsen af det 20. århundrede blev skala 0 (udtales: nul) indført med størrelsesforholdet 1:45 og som standard med sporvidden 32 mm. I tiden før anden verdenskrig var der imidlertid bestræbelser på at skabe en omtrent halvt så stor størrelse, der dels ville passe bedre til små boliger og dels ville reducere produktionsomkostningerne. Fra 1922 og nogle år frem fremstillede firmaet Bing i Nürnberg således en "bordbane" med 16 mm sporvidde og spor af blik. I første omgang blev den drevet af urværksmotorer, men fra 1924 indførtes elektrisk drift.
Ved forårsmessen i Leipzig i 1935 præsenterede Trix en modeljernbane kaldet Trix Express, der ligeledes havde 16 mm sporvidde. Størrelsesforholdet blev angivet til at være 1:90 og blev betegnet som skala 00 (udtales nul-nul). Som noget nyt benyttedes der treleder-treskinnespor på bakelitbund, der gjorde det muligt at køre med to tog uafhængigt af hinanden på det samme spor. Ved efterårsmessen samme år fulgte Märklin med sit egen bane. Märklins spor mindede om dem fra Bing, men skinnerne var særskilt påsat bunden af blik, hvor det hos Bing var støbt ud i et. Endnu en producent med speciale i blik, legetøjsproducenten Kibri, kom også på markedet med bygninger og tilbehør i passende størrelse.
Efter anden verdenskrig skiftede betegnelsen til skala H0, der står for halv nul, idet den omtrent har den halve størrelse af skala 0. Fra 1953 blev sporvidden forøget til det nu gældende 16,5 mm, da Trix indførte nye spor med papsveller. I de følgende år kom stadig flere producenter med stadig bedre tog, spor og tilbehør ind på markedet, og op gennem 1950'erne overtog den skala 0's plads som den dominerende størrelse på verdensplan. Parallelt skete der imidlertid også en opdeling i systemerne treskinne vekselstrøm og toskinne jævnstrøm, et forhold der stadig gælder, og som er beskrevet længere nede.
I nutiden dominerer skala H0 stadig i mange lande, f.eks. i Tyskland, hvor den har en markedsandel på ca. 70 %.
I Storbritannien gik man dog en lidt anden vej. Britiske tog er generelt mindre end dem på kontinentet, så hvis man skulle have plads til motorerne i modellerne, var man nødt til at gøre dem større. Løsningen blev et størrelsesforhold på 1:76,2 men stadig med sporvidden 16,5 mm. Dette kaldes for skala 00, der nu er den mest udbredte skala i Storbritannien. Det er dog ikke det samme, som det Trix introducerede i 1935, men er en videreudvikling af det.

## Sporvidder

### Europæiske kontinent
På det europæiske kontinent har organisationen MOROP fastsat følgende sporvidder for størrelsesforholdet 1:87 i sine NEM-normer:
| Skala     | Betegnelse   | Sporvidde i model | Sporvidde i virkeligheden | Omfatter sporvidderne    |
| --------- | ------------ | ----------------- | ------------------------- | ------------------------ |
| H0        | Normalspor   | 16,5 mm           | 1435 mm                   | fra 1250 mm til 1700 mm  |
| H0m       | Meterspor    | 12 mm             | 1000 mm                   | fra 850 mm til < 1250 mm |
| H0e       | Smalspor     | 09 mm             | 0750 mm, 760 mm og 800 mm | fra 650 mm til < 850 mm  |
| H0i (H0f) | Smalspor     | 06,5 mm           | 0500 mm og 600 mm         | fra 400 mm til < 650 mm  |
| H0p       | Parkjernbane | 04,5 mm           | 0381 mm                   | fra 300 mm til < 400 mm  |

### Nordamerika
I Nordamerika har National Model Railroad Association (NMRA) fastsat følgende sporvidder for størrelsesforholdet 1:87 i sine normer med brug af måleenhederne fod og tommer:
| Skala         | Betegnelse | Sporvidde i model | Sporvidde i virkeligheden       |
| ------------- | ---------- | ----------------- | ------------------------------- |
| H0            | Normalspor | 16,5 mm           | 1435 mm (4 fod 8½ tomme)        |
| H0n3          | Smalspor   | 10,5 mm           | 0914 mm (3 fod)                 |
| H0n2½ (H0n30) | Smalspor   | 09 mm             | 0762 mm (2½ fod hhv. 30 tommer) |
| H0n2          | Smalspor   | 07 mm             | 0610 mm (2 fod)                 |

## Producenter
Skala H0 er som nævnt den mest udbredte størrelse for modeltog, og antallet af producenter til den er af samme årsag enormt. Blandt de internationalt kendte producenter af tog kan her nævnes Märklin, Trix, Roco, Fleischmann, Piko, Liliput, Rivarossi, Lima, Jouef og Electrotren. Dertil kommer så en række mere nationalt orienterede producenter som tyske Tillig, schweiziske HAG og danske Heljan og Hobbytrade.
Producenter af tilbehør er der heller ikke mangel på. Her kan blandt andet nævnes Brawa, Busch, Faller, Kibri, Noch, Preiser, Viesmann, Vollmer og Wiking Modellbau.

## Toskinne kontra treskinne
Skala H0 adskiller sig på et væsentligt punkt fra de fleste andre skalaer, nemlig ved at der kan køres med enten toskinne jævnstrøm (forkortet DC) eller treskinne vekselstrøm (forkortet AC). Fordelingen mellem de to systemer er omtrent ligelig i f.eks. Danmark, mens der i f.eks. USA og Storbritannien stort set kun køres med toskinne jævnstrøm.
Talen om jævnstrøm og vekselstrøm er nu om stunder mest af formel betydning. For alle skalaer og strømsystemer gælder nemlig, at en transformator/omformeren omsætter elnettes 230 volt vekselstrøm til den aktuelle strømstyrke og -type. Mens digitalsystemer for begge sporsystemer opererer med vekselstrøm. I det følgende omtales toskinne jævnstrøm derfor kun som toskinne og treskinne vekselstrøm som treskinne.
I toskinnesystemet er sporene mest realistiske, togene er lidt billigere, og der er et bredt udvalg af producenter. Kendte sporproducenter er Tillig, Fleischmann, Roco, Lima, Trix, Piko og Peco. Toskinnesystemet er desuden populært i klubber. 
Treskinnesystemet kendetegnes ved rækken af punktkontakter midt i sporet (tredjeskinnen) og en højere skinnehøjde. Komplicerede sporkombinationer er strømmæssigt enklere, og driftssikkerheden er lidt højere for ældre materiel. Kendte sporproducenter er Märklin og før i tiden også Electrotren.
De fleste sporproducenter producerer også tog til egne systemer, men man er på ingen måde bundet af producenter. Fleischmanns tog kører f.eks. fint på Rocos spor og omvendt. Derimod kan toskinnelokomotiver ikke køre på treskinnespor og omvendt, men det behøver ikke være en hindring. Mange toskinneproducenter producerer nemlig også til treskinne, mens Märklin gør det modsat gennem Trix. Flere producenter som f.eks. Heljan og Hobbytrade producerer sideløbende til begge systemer. Findes ønskelokomotivet ikke til det ønskede system, kan det bygges om, hvilket dog kan være meget vanskeligt, men kan gøres af forhandlere mod betaling. Hvad vogne angår, så kan toskinnevogne i de fleste tilfælde køre på treskinnespor af Märklins K- og C-spor, hvorimod der i nogle tilfælde skal skiftes hjul ved M-spor. Derimod skal treskinnevogne altid have udskiftet hjulene til isolerede hjul, før de kan bruges på toskinnespor, men det er både enkelt og billigt.
For en god ordens skyld skal det nævnes, at der også findes treskinne jævnstrøm, men det er dog kun få modeljernbanefolk, der beskæftiger sig med det, og det produceres nu kun af enkelte små producenter.

## Afvigelser i størrelsesforhold
Endnu i dag bruges størrelsesforholdet 1:87 ikke altid for længden på modeltog til skala H0. Grundene til det er flere men skyldes især de krumme kurveradier på ned til 360 mm, der forekommer på mange private modeljernbaneanlæg og i startsæt. Det kan moderne lange vogne ikke klare uden kraftige udsving, og derfor gøres en del modeller kortere ved at man bruger størrelsesforholdet 1:100 eller lignende til længden. Det er dog selv sagt ikke naturtro, og efterhånden benytter mange producenter da efterhånden også 1:87 til længden til alle deres tog. Alternativt kan der laves tog i både korrekt længde og forkortet. Nogle producenter forkorter dog stadig, så som Märklin der benytter 1:93,5, og Kleinbahn der forkorter endnu mere end 1:100.
Når disse forhold var og er aktuelle, så skyldes det først og fremmest hensynet til pladsmangel i de fleste private hjem. Selv små kurveradier i virkeligheden vil være på flere meter i model, mens tog som intercitytog og godstog hurtigt kan blive et par meter lange eller mere. Det har de færreste plads til, og derfor er det ofte nødvendigt at gå på kompromis. For nogle betyder det ikke så meget, da helhedsindtrykket tæller mere for dem, men for andre der lægger vægt på naturtrohed, kan det mere få karakter af et nødvendigt onde.
Også når det gælder hjul og spor, er der grænser for det naturtro ved de gængse systemer. Togene der sælges i normal handel har således hjul, der er både for brede og for høje og har for tykke sporkranse. Det betyder også, at skinnerne til dels har ukorrekte profiler, ligesom der må gås på kompromis ved sporskifter.